# Спостережний пост

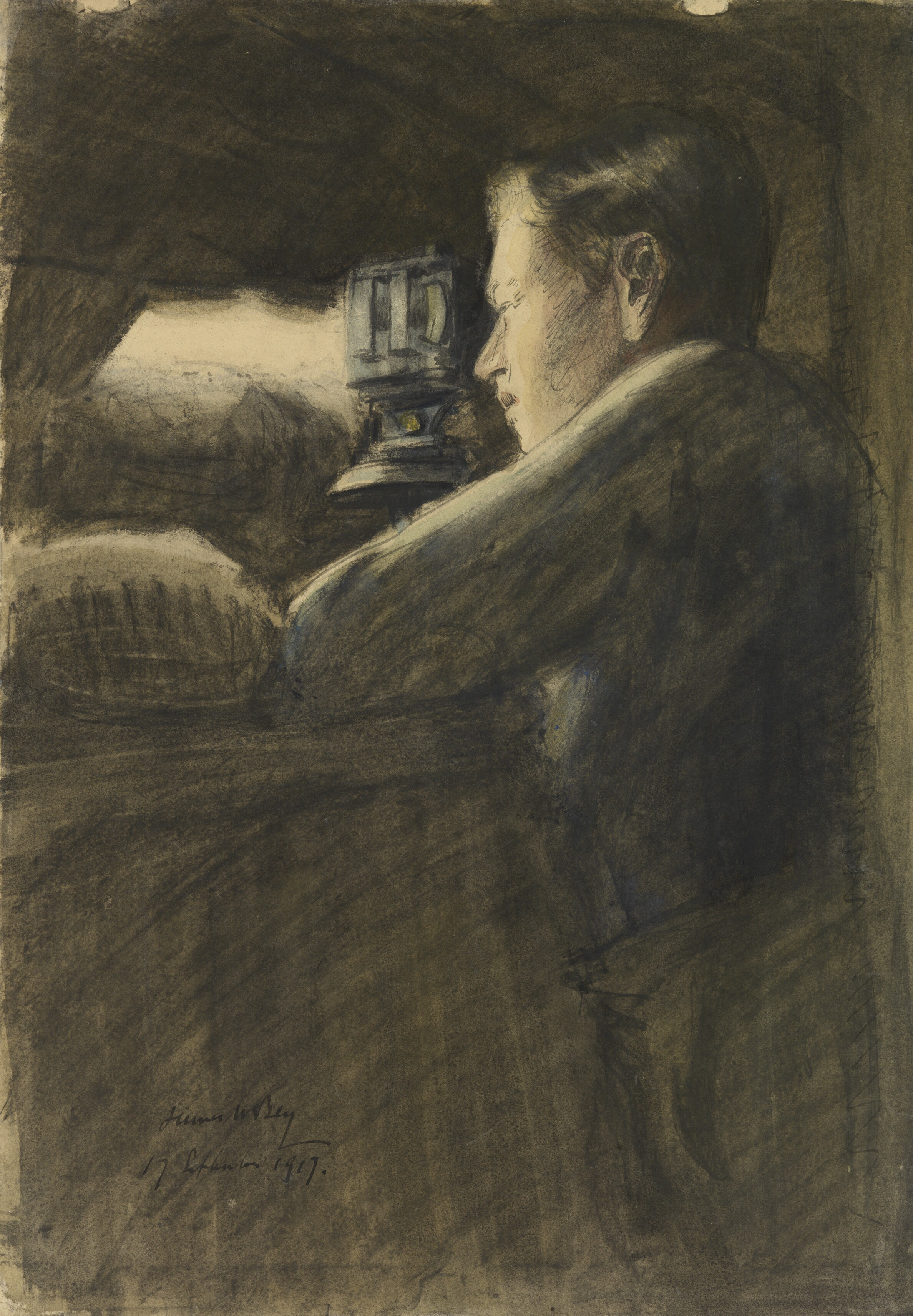
Артилерійський офіцер на спостережному посту веде коригування вогню. Перша світова війна

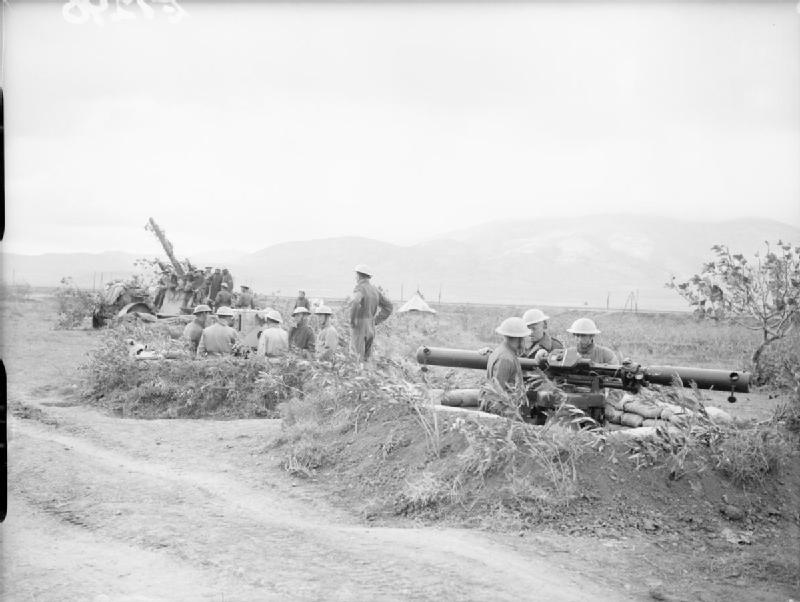
Спостережний пост британського підрозділу, оснащений далекоміром. Грецька операція. 1940

Спостережний пост (СпП) — спеціально обладнане місце для ведення спостереження за діями противника, своїх військ та місцевістю у ході підготовки та ведення бойових дій.

## Зміст
Пости спостереження можуть бути рухомими або стаціонарними. Стаціонарні СпП розгортаються на місцевості (в окопах або закритих спорудах у спеціально обладнаних й оснащених та, як правило, заглиблених у землю, надійно захищених і замаскованих фортифікаційних спорудах або на деревах, високих будівлях, вежах тощо. Рухомі спостережні пости влаштовуються на танках, бойових машинах, бронетранспортерах, гелікоптерах тощо.
Спостережні пости відповідно до їхнього призначення оснащуються приладами спостереження і розвідки. Спостереження з СпП ведеться безперервно (цілодобово) командирами, офіцерами штабу та спостерігачами; результати спостереження заносяться у журнали спостереження. В окремі моменти бою зі спостережених постів з'єднань і частин може здійснюватися безпосереднє управління військами та силами.
Типовий стаціонарний спостережний пост для ведення наземного спостереження зазвичай має у своєму складі групу розвідників-спостерігачів з двох-трьох чоловік, один з яких призначається старшим. На спостережному посту є прилади спостереження, схема орієнтирів, великомасштабна карта або схема місцевості, журнал спостереження, компас, годинник, ліхтар з насадкою, що не дає розсіюватися пучку світла, засоби зв'язку та подачі сигналів.
Місце для СпП вибирається з розрахунку забезпечення його максимальної скритності й найкращого, в залежності від умов ведення бойових дій, огляду зазначеного сектора (смуги) спостереження або об'єкта. З метою скорочення до мінімуму розмірів непроглядних ділянок місцевості старший спостерігач організовує взаємодію з сусідніми СпП.

## Різновиди спостережних постів (пунктів)

### Командно-спостережний пункт
Командно-спостережний пункт (КСП) — пункт управління підрозділом при виконання ним бойового завдання. На командно-спостережному пункті перебуває командир (начальник) із засобами зв'язку, розвідки та спостереження. Розгортається в такому місці, звідкіля забезпечується зручність, безперервність та стійкість управління підлеглими, а також спостереження за противником та діями сусідніх підрозділів.

### Артилерійський спостережений пост
На наземному спостережному посту артилерії, крім основного СпП, в разі потреби обладнуються передові й бокові спостережні пости. Передовий спостережний пост призначений для розвідки противника, більш тісної взаємодії з загальновійськовими підрозділами та коригування артилерійського вогню. Бокові СпП служать для засікання цілей, спостереження за результатами стрільби й коректировки вогню.

### Хімічний спостережний пост
Хімічний спостережний пост — це пост, який виставляється в районі командно-спостережного пункту, а також на окремих найбільш важливих напрямках із завданням виявити початок хімічного нападу і радіоактивного зараження та попередити про це війська.

### Інженерний спостережний пост
Інженерний спостережний пост — орган інженерної розвідки, який призначається для добування інженерних розвідувальних відомостей про противника і місцевість шляхом спостереження. До складу ІСпП призначаються 2-3 сапери-розвідники з технічними засобами спостереження, засобами зв'язку та пересування. ІСпП веде спостереження, як правило, за суміжною територією.
В обороні для введення противника в оману можуть утворюватися хибні спостережні пости.

### Рухомий спостережний пост
Рухомий спостережний пост зазвичай діє на бойовій машині й просувається в указаному йому напрямку короткими переміщеннями від одного зручного для спостереження пункту до другого. Маршрут руху (якщо він не був вказаний) і місця зупинки для спостереження старший спостерігач вибирає самостійно, в залежності від умов місцевості та бойової обстановки. Спостереження ведеться переважно безпосередньо з машини. У тих випадках, коли місцевість або вогонь противника не дають змоги вести спостереження з техніки, спостерігачі спішуються, залишають машину в укритті й займають вигідний для спостереження пункт на місцевості. Екіпаж машини перебуває в готовності підтримати вогнем тих, що спішилися.